# コスモス111号
コスモス111号（ロシア語: Космос-111、ラテン文字表記例：Cosmos 111）は、1966年にソビエト連邦によって打上げられた月探査機である。月周回軌道より月や周辺空間を観測する予定であったが、ロケット故障のため月へ向かうことは出来なかった。表面上はコスモス衛星であるが、ルナ計画の1機である。

## 概要
コスモス111号は、1か月後に打上げられたルナ10号と同型の探査機で、月周回機とそれを月まで送るバスモジュールより構成されていた。重量245 kgの周回機には7種類の観測装置が搭載されていた。
コスモス111号は1966年3月1日にバイコヌール宇宙基地よりモルニヤロケットでパーキング軌道へ打上げられた。続いてロケット第4段噴射により月へ向かう予定であったが、姿勢制御に障害が発生したため不可能となった。探査機はロケットと結合したまま地球軌道に留まっていたが、2日後に大気圏に突入して消滅した。ソ連当局は宇宙機の正体を伏せるためルナの名前を与えず、代わりにコスモス衛星として公表した。
なお、コスモス111号は順調に飛行していれば世界初の人工孫衛星（地球衛星の衛星）となるはずであった。この目標は次に打上げられたルナ10号によって達成されることとなる。